# El "Chancellor"
El "Chancellor" es una novela del escritor francés Jules Verne, que narra el destino de los sobrevivientes del naufragio del barco llamado El Chancellor. Está narrado en forma de diario por J. R. Kazallon, uno de los sobrevivientes.
La novela, que pertenece a la serie de los «Viajes extraordinarios», fue comenzada en 1870 y se publicó por primera vez en 1874 en forma de folletín en «Le Temps». Ya en 1875, se publicaría como libro con ilustraciones de Édouard Riou.

## Personajes
- J.R. Kazallon, el narrador y protagonista
- Mr. Kear
- Mrs. Kear
- Miss Herbey
- M. Letourneur
- Andre Letourneur
- William Falsten
- John Ruby
- John Silas Huntly
- Robert kurtis
- Teniente Walter
- El Contramaestre
- Hobart
- Edward David
- Jynxstrop, Cocinero

## Argumento
Esta novela consta de 52 capítulos sin titular.
Esta historia comienza el 27 de septiembre de 1869 cuando el Chancellor, un barco de vela, zarpa de Charleston en Carolina del Sur, con destino a Liverpool en Inglaterra, para emprender un viaje que no llegará a concluirse. El Chancellor transportaba una cuantiosa mercancía de algodón y su diseño estaba adaptado para el transporte de este material. La tripulación del barco la componían veinte hombres entre oficiales y marineros. La lista la completaban ocho pasajeros, entre los que se encuentra J. R. Kazallon de Londres, el autor de las notas del viaje.
A los pocos días de navegación, algunos pasajeros observan que el barco lleva una ruta inexplicable, pues navega en dirección sureste cuando debería viajar al noreste. A pesar de la inusual ruta efectuada por el capitán Huntly, nadie se atreve a reclamarle. Poco después, la carga de algodón que lleva el barco comienza a incendiarse, pero la falta de oxígeno en la bodega evita que el fuego se propague rápidamente, por lo que los pasajeros no logran advertir aún el peligro que corren.
Se intenta en un inicio sofocar el siniestro, regando a diario la cubierta del barco, y a su vez, cerrando todo agujero por donde ingrese el oxígeno a la bodega. Pero los esfuerzos son inútiles, y cuando la verdad se descubre, resulta ser más terrible de lo que se esperaba, ya que John Ruby, uno de los pasajeros, había introducido a bordo entre su equipaje, cierta cantidad de un material explosivo que permanecía en la bodega. Al saber la noticia, cunde el pánico entre la tripulación, hecho que ayuda a la propagación del fuego.
Al fin, las llamas llegan hasta la cubierta del barco, y el capitán Huntly, un hombre débil, abandona el mando de la nave. En estas circunstancias, el segundo, Robert Kurtis, asume el control del Chancellor. Pronto, el comerciante Ruby, presa de una locura al culparse del peligro en que había sometido a todos al transportar clandestinamente «picrato de potasa», se arroja ante el fuego que consume el barco. Es el primero en morir.
Con mucha suerte, el Chancellor encalla en un islote de origen volcánico similar al de la famosa gruta de Fingal en Escocia. Es en este arrecife no señalado en las cartas marinas, que los tripulantes consiguen apagar el incendio con la inundación parcial del barco. Más adelante, y luego de varios días de reparación, el Chancellor vuelve a navegar en busca de la tierra más cercana.
Después de unos días en alta mar, el barco comienza a llenarse de agua nuevamente y los sufridos ocupantes entran otra vez en desesperación; y antes que termine de hundirse, el capitán Huntly junto al señor Kear y tres marineros más «escapan» a bordo de la única ballenera disponible. Los veintidós ocupantes que quedan se ven obligados a construir una balsa y lanzarse a la aventura. Pero antes de emprender el viaje mueren la señora Kear y otros tres marineros. Serán entonces dieciocho los que deberán someterse al canibalismo una vez que las provisiones escasean.
Mucho tiempo pasan en la balsa; las pocas provisiones de las que disponen no tardan en acabarse. Sólo una lluvia celestial y algunas pescas milagrosas los salvan de la muerte. A bordo, todos se mueren de hambre, hasta el punto en que los marinos más salvajes se dedican al canibalismo. Soportan también terribles tempestades que acaban con la vida de otros marineros. La rebelión no tarda en manifestarse, pero el enérgico carácter de Robert Kurtis y sus hombres ponen fin al motín.
Muchos intentos fracasados de cazar algún tiburón sólo los lleva a malgastar energías. Grandes penurias más deberán soportar con el transcurso de los días. Ya se cuentan cuatro meses desde que partieron de Charleston, y sólo quedan once personas en la balsa a punto de echar suertes para decidir a quien devorar. Todo parece perdido, pero en la mañana del 27 de enero de 1870, Kazallon descubre que el agua del mar es dulce. No ven tierra, pero se encuentran cerca de la desembocadura del gran río Amazonas. Se han salvado.

## Galería

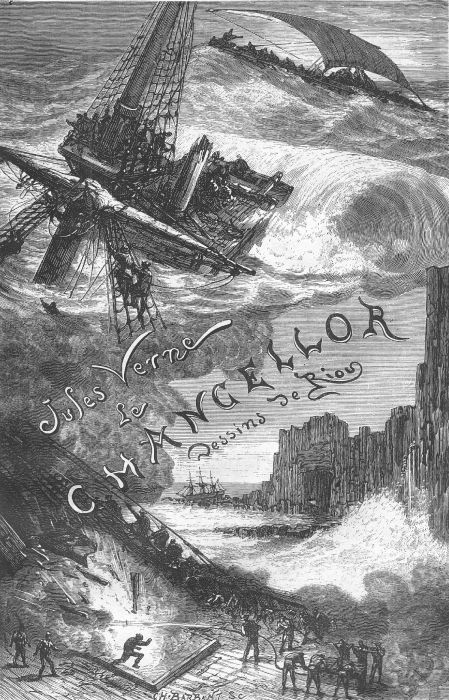
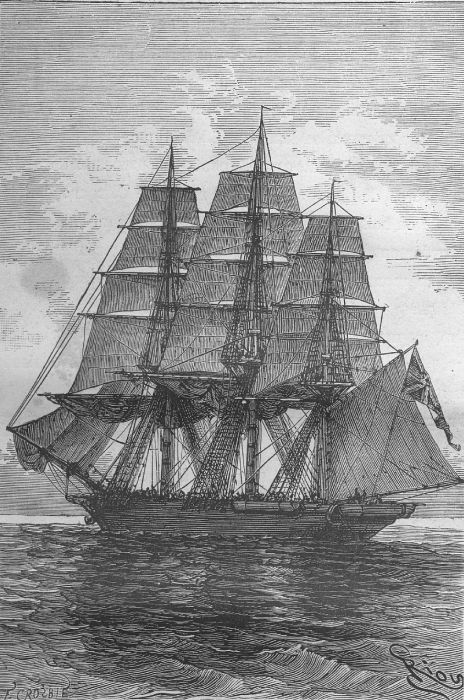
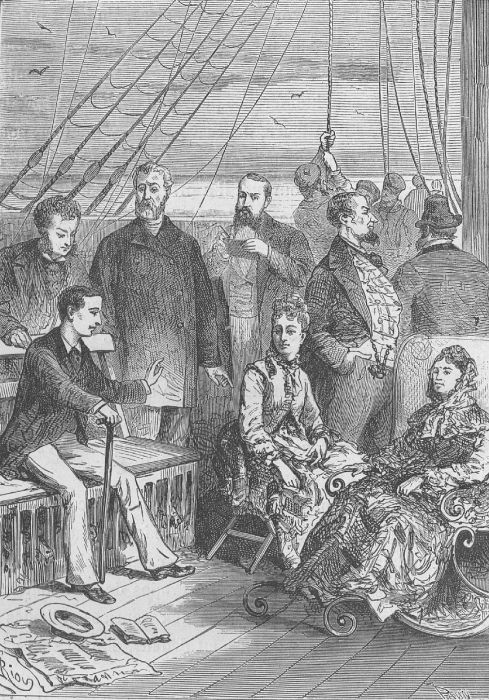
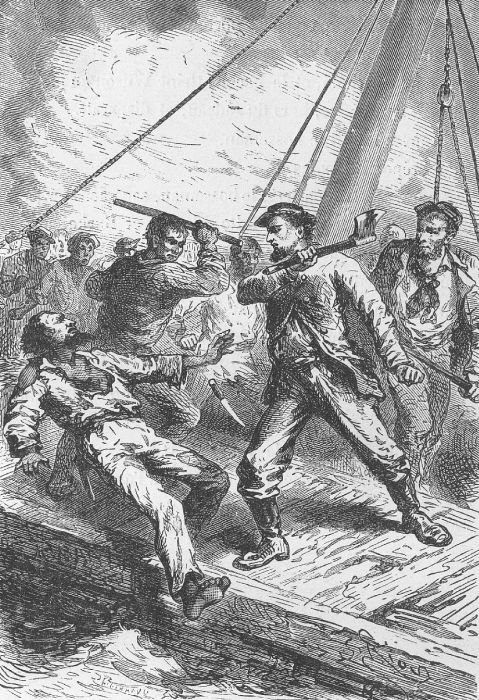
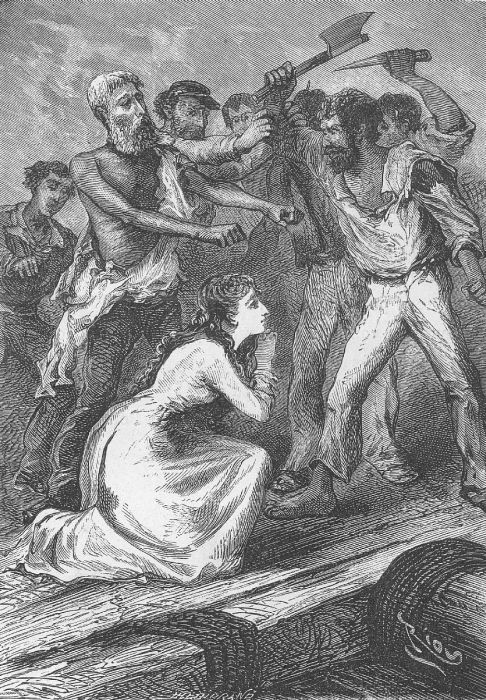
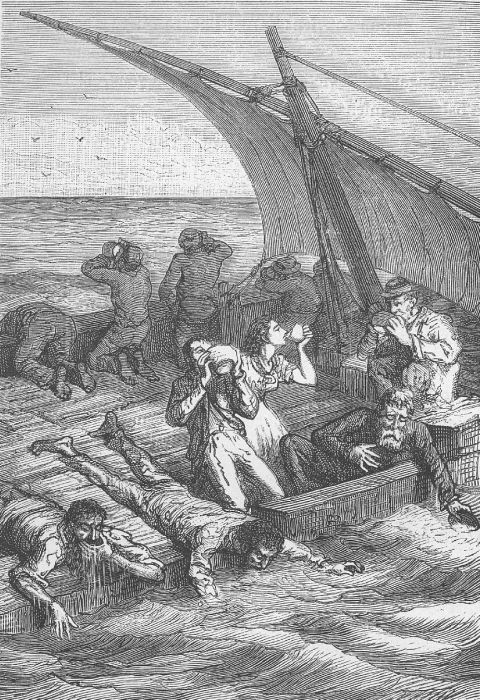

Ilustraciones de Édouard Riou: